# Alphonse-Charles de Bourbon
Pour les articles homonymes, voir Alphonse de Bourbon et Bourbon.
Titres
Prétendant au trône d’Espagne
2 octobre 1931 – 29 septembre 1936
(4 ans, 11 mois et 27 jours)
Prétendant légitimiste aux trônes de France et de Navarre
2 octobre 1931 – 29 septembre 1936
(4 ans, 11 mois et 27 jours)
Signature
Alphonse Charles Ferdinand Joseph Jean Pie de Bourbon, né à Londres le 12 septembre 1849 et mort à Vienne le 29 septembre 1936, est un prince capétien de la branche espagnole de la maison de Bourbon. Il est, de 1931 à 1936, le dernier prétendant carliste en ligne directe à la Couronne d’Espagne et le prétendant légitimiste au trône de France en tant que chef de la Maison de France.

## Biographie
Alphonse Charles Ferdinand Joseph de Bourbon y Austria-Este naît le 12 Septembre 1849 à Londres. Il est le second fils de l'infant déchu Jean de Bourbon (1822-1887), futur prétendant aux trônes espagnol puis français, et de son épouse Marie-Béatrice d'Autriche-Este (1824-1906), princesse de Modène, fille de François IV, duc de Modène (dynastie Habsbourg-Este).
Son parrain est son oncle, Don Carlos de Bourbon, alors prétendant carliste au trône d’Espagne. Sa marraine est quant à elle sa tante, la comtesse de Chambord.
Alphonse épouse le 26 avril 1871 au château de Kleinheubach (Bavière), Marie-des-Neiges de Bragance (1852-1941), fille aînée du roi Michel Ier de Portugal (1802-1866) et d’Adélaïde de Löwenstein-Wertheim-Rosenberg (1831-1909). Ils n’eurent pas d’enfant.
Il participe avec sa femme à la troisième guerre carliste (1872-1876).
Au décès de son neveu le duc d'Anjou et de Madrid, Jacques de Bourbon (1870-1931), à Paris le 2 octobre 1931, Alphonse de Bourbon devient l’aîné des descendants d’Hugues Capet et de Louis XIV, et donc de la maison royale de France. Il prend le titre de courtoisie de duc de San Jaime (parfois francisé en duc de Saint-Jacques par certains auteurs), et ses partisans français le proclament duc d’Anjou. Il ne semble pas avoir fait lui-même usage de ce titre, mais les carlistes espagnols le lui ont eux aussi donné.
En tant qu’aîné des Bourbons, il est considéré par les légitimistes français (alors surnommés les Blancs d’Espagne par les orléanistes, eux-mêmes surnommés les Blancs d'Eu), comme le successeur légitime des rois de France. Les légitimistes (devenus minoritaires parmi les monarchistes français depuis la mort du comte de Chambord) le reconnaissent comme roi de France et de Navarre sous le nom de Charles XII (ou d'Alphonse Ier) et duc d’Anjou, et les carlistes espagnols le proclament de leur côté roi des Espagnes et des Indes sous le nom d’Alphonse-Charles Ier (en espagnol, Alfonso Carlos I).
Il décide à Vienne le 4 novembre 1931 (jour de la Saint-Charles) de se prénommer désormais Alphonse-Charles, pour ne pas gêner son cousin et héritier, Alphonse XIII (le roi détrôné de la branche cadette et rivale, désormais déchue depuis le mois d'avril de cette même année), avec lequel il s’était réconcilié. Alphonse-Charles de Bourbon prend à cette même date le titre de courtoisie de duc de San Jaime (duc de Saint-Jacques), en l’honneur de saint Jacques le Majeur, patron de l’Espagne.
Les deux Alphonse se rencontrent une première fois à Vienne le 1er décembre 1931. Ce fut une entrevue chaleureuse, au cours de laquelle les deux prétendants convinrent « de travailler de concert pour sauver l'Espagne et la religion » (él y yo fijamos de trabajar juntos para salvar España y la Religión).
En juin 1932, une réunion de quatre cents carlistes se tient en France en présence d’Alphonse-Charles, à Mondonville (Haute-Garonne), dans la propriété du légitimiste Joseph du Bourg (1842-1936), un ancien serviteur du comte de Chambord qu’Alphonse-Charles affectionnait beaucoup.
Le 22 août 1935 au château de Puchheim (de) (à Attnang-Puchheim, à une soixantaine de kilomètres de Salzbourg), propriété du chef de la maison de Bourbon (qui l'avait hérité de la comtesse de Chambord), les deux cousins se rencontrent une nouvelle fois ; mais pour le duc de San Jaime (qui est dans une posture beaucoup plus idéologique que dynastique, contrairement à son neveu et prédécesseur en septembre 1931), cette visite ne revêt qu'un caractère familial et non politique, comme il le souligne dans la lettre qu'il écrit à Alphonse XIII deux jours après (me permito decirte, con toda franqueza, que esta visita deberá ser tan sólo de carácter familiar, y por lo tanto no tener nada que ver con la política ni con la cuestión sucesoria), en faisant allusion à une prochaine rencontre prévue un mois plus tard (mais qui n'eut pas lieu).
Victime d'un accident de la circulation survenu à Vienne le 28 septembre 1936, Alphonse-Charles de Bourbon meurt quelques heures plus tard (à minuit et demi, à l'orée de la fête de saint Michel, patron de la France) dans la capitale autrichienne. Il est inhumé dans la chapelle Saint-Georges de son château de Puchheim. Sa tombe porte l’inscription en espagnol Alfonso Carlos de Borbón y Austria Este, nació el 12 de septiembre 1849, murió el 29 de septiembre 1936.
Il était le dernier prétendant carliste en ligne directe à la Couronne d’Espagne. Sa mort ouvrit une discussion chez les carlistes, et dans une bien moindre mesure chez les légitimistes.
La plupart des carlistes suivirent les dernières volontés du défunt, qui désigna le 23 janvier 1936 un neveu de sa femme, Xavier de Parme (1889-1977), comme régent (mais non comme successeur) pour la revendication carliste. Les autres carlistes, ainsi que la plupart des légitimistes, considérèrent le roi Alphonse XIII (appelé jusque-là prince Alphonse ou simplement Alphonse de Bourbon, par les carlistes), désormais devenu l’aîné selon l’ordre traditionnel de primogéniture, comme successeur pour les droits d’aînés des Bourbons de France et d'Espagne.

## Lutte contre le duel
Alphonse-Charles de Bourbon s'est consacré à l'abolition du duel. Pour gagner le soutien du public, il a écrit un livre sur le sujet en français (traduit en allemand) et plusieurs articles de revues en anglais,. Il a utilisé ses contacts sociaux pour encourager l'établissement de ligues anti-duel dans l'Empire allemand (avec l'oncle de son épouse Charles, 6e prince de Löwenstein-Wertheim-Rosenberg, en tant que président), France, Autriche, Italie (sous le patronage du roi Victor Emmanuel II), la Hongrie, la Belgique et l'Espagne (avec le roi Alphonse XIII comme président d'honneur).

## Décorations

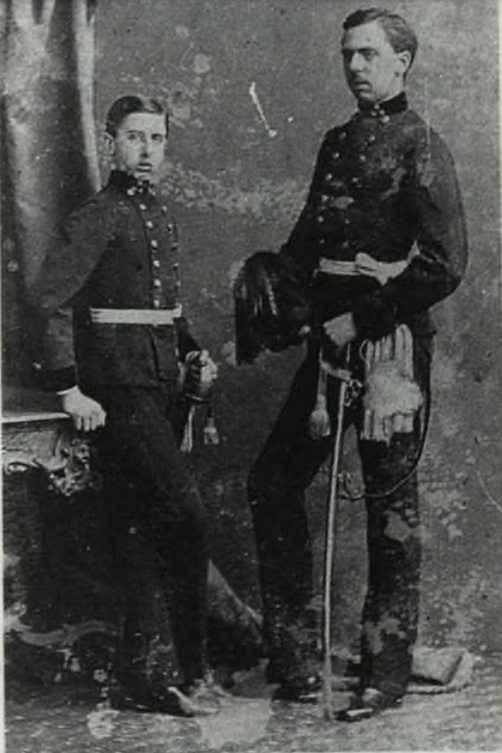
Alphonse et son frère ainé Charles vers 1865.

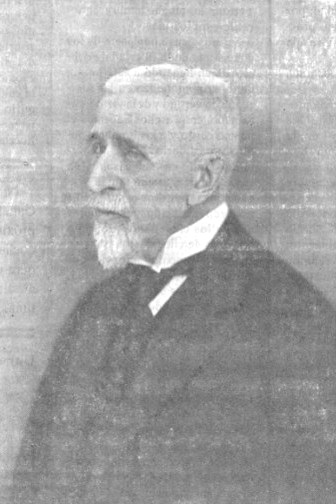
Alphonse-Charles dans les années 1930.

### Ordres dynastiques français et espagnols
En qualité de chef de la maison de Bourbon et prétendant légitimiste au trône de France, et comme prétendant carliste au trône d’Espagne, Alphonse-Charles de Bourbon revendiquait la grande maîtrise des ordres dynastiques traditionnels.

#### Ordres dynastiques français
Comme prétendant légitimiste au trône de France, il revendiquait la grande maîtrise des ordres suivants :
- 15e grand-maître de l'ordre du Saint-Esprit (1931) (disputé)
- 22e grand-maître de l'ordre de Saint-Michel (1931) (disputé)
- 12e grand-maître de l'ordre royal et militaire de Saint-Louis (1931) (disputé)
- Grand-maître de l'ordre du Lys[16] (1931)

#### Ordres dynastiques espagnols
Comme pretendant carliste au trône d'Espagne, il revendiquait la grande maîtrise des ordres suivants :
- Grand-Maître de l'Ordre de la Toison d'or (1931)
- Grand-Maître de l'Ordre de Charles III d'Espagne (1931)
- Grand-Maître de l'Ordre de la Légitimité Proscrite (1931)

#### Ordres sous la protection du roi d'Espagne

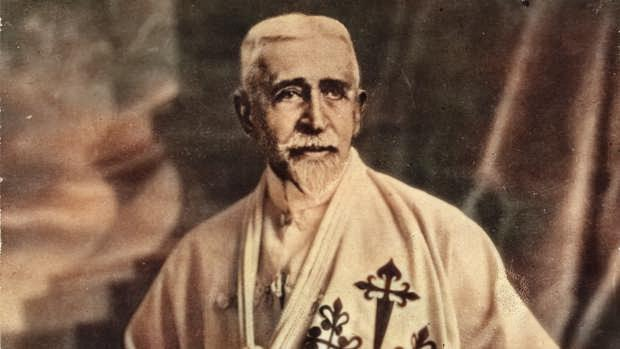
Alphonse-Charles en tenue de protecteur des ordres de chevalerie espagnols traditionnels

- Grand-maître de l'ordre de Santiago (1931).
- Grand-maître de l'ordre de Montesa (1931).
- Grand-maître de l'ordre d'Alcantara (1931).
- Grand-maître de l'ordre de Calatrava (1931).

### Décorations étrangères
- Grand-croix de l'Ordre de Pie IX[15]
- Chevalier de l'Ordre de Saint-Hubert (Bavière)[15]